# آزور داینامیکس
آزور داینامیکس (انگلیسی: Azure Dynamics) شرکت خودروسازی آمریکایی است، که در سال ۲۰۱۲ تأسیس شد.